# Gazette des Ardennes
La Gazette des Ardennes est un journal de propagande en langue française publié par l’occupant allemand pendant la Première Guerre mondiale du 1er novembre 1914 au 9 novembre 1918 ; il était destiné non seulement aux territoires occupés dans le Nord de la France et la Belgique, mais aussi à la Suisse romande et aux neutres francophones. Par des intermédiaires en Suisse, le journal a même été envoyé un certain temps à des parlementaires en France. Distribué également dans les camps de prisonniers, il avait son siège à Charleville.

## Financement et parution
Journal francophone sous les ordres de l’armée allemande, La Gazette des Ardennes dépendait de la sixième section de la division III b de l'état-major général de l'armée de campagne, c'est-à-dire du service de la Oberste Heeresleitung ; l'état-major général aida sa création avec une somme de 10 000 à 15 000 marks, par la suite, les efforts de son éditeur permirent au journal de s'autofinancer et même de réaliser des bénéfices. Le rédacteur en chef fut d’abord Fritz H. Schnitzer, un capitaine de cavalerie de réserve appartenant aux dragons, de son état grossiste en café à Rotterdam ; il parlait bien le français mais n'avait aucune expérience comme journaliste.  À partir de mars 1915 le rédacteur en chef fut René Prévot, alsacien d'origine française mais citoyen allemand, et qui avait été avant la guerre, correspondant à Paris des Münchner Neueste Nachrichten. Ses ennemis comme ses amis s’accordaient à juger son travail efficace.
Le premier numéro fut publié le 1er novembre 1914 ; René Prévot fit passe rapidement le journal au format folio 44 × 56 cm, plus grand, avec une mise en page familière elle aussi aux lecteurs de journaux français. Au début ne paraissait qu'un seul numéro par semaine mais le nombre passa à six au début de 1918. En 1915 et 1916, la situation financière était si difficile que la rédaction dut supprimer un roman feuilleton et ne put fournir que dans une mesure limitée des exemplaires gratuits à l'armée allemande. À la fin de 1917, la rédaction accepta dans le journal de la publicité – qui provenait exclusivement d'entreprises allemandes. Elle en tira alors un tel bénéfice que l'éditeur put même souscrire à une obligation de guerre de 560 000 marks. Le tirage augmenta rapidement : de 4 000 à 5 000 exemplaires par numéro à l'origine, il s’éleva pendant les deux dernières années de la guerre à environ 175 000 ; le journal paraissait six fois par semaine et comprenait également des suppléments illustrés conformément aux habitudes des lecteurs français. Ces derniers s’intéressaient surtout aux listes, régulièrement imprimées, des prisonniers de guerre français dans les camps de prisonniers allemands. La Gazette des Ardennes fut le premier organe de presse à rapporter la mort du député français et lieutenant-colonel Émile Driant (1855-1916), tué le 21 février 1916 alors qu’il commandait une demi-brigade de chasseurs à Verdun, ce qui intéressa en France les autorités officielles. Via la Suisse, ses effets personnels furent ensuite été transmis à sa veuve.
La rédaction était située à Charleville, même s’il arrivait que le journal affirmât le contraire en première page. La Gazette des Ardennes avait son siège dans les locaux du journal L'Usine, qui peu avant la guerre avait renouvelé son équipement. Elle était imprimée par les presses du Petit Ardennais, pour lesquelles on avait amené depuis Lille une grande rotative. Y travaillaient des soldats allemands et des Français qu’on y obligeait. Pour le transport du journal, on avait même construit une liaison ferroviaire entre le chemin de fer et le réseau de tramway de la ville[9]. En octobre 1918, quand l'armée allemande fut contrainte de se retirer, la Gazette des Ardennes fut transférée à Francfort-sur-le-Main dans les locaux du Generalanzeiger. C'est là que parut le dernier numéro, daté du 2 novembre 1918. Le 9 novembre, la rédaction fut occupée par le Conseils d'ouvriers et de soldats qui, le lendemain supprimèrent le journal.

## Diffusion
La Gazette des Ardennes publiait son tirage en tête du journal. Au début de 1915, elle était tirée à 25 000 exemplaires, par la suite sa diffusion augmenta fortement, car en octobre, elle commença à publier des listes de prisonniers de guerre français dans les camps allemands. À la fin d’octobre 1917, selon ses propres déclarations, le journal atteignait un tirage de 175 000 exemplaires, qui resta stable jusqu'à la fin de la guerre. Un tel chiffre semble réaliste, car une autre source allemande parle pour 1918 d'un tirage compris entre 149 000 et 194 000 exemplaires.
Outre l'édition principale, une édition illustrée paraissait trois fois par mois. En 1917, elle atteignait un tirage de 100 000 exemplaires, Selon la tradition de la presse française parurent en outre des almanachs illustrés pour les années 1916, 1917 et 1918. La maison d'édition publia également des brochures sur des questions politiques, mais aussi un vocabulaire franco-allemand ainsi qu'un annuaire téléphonique du quartier général allemand.
La vente était prise en main par le commandement du gouvernement militaire allemand. D'abord distribué gratuitement pendant deux semaines, le journal fut ensuite vendu au prix de cinq centimes, puis de cinq pfennigs. À partir de mai 1915, il était disponible par abonnement. La pénétration du marché était immense : dans certains endroits comme Douai on vendait un journal pour huit habitants. En Belgique - où existaient d'autres journaux publiés par les autorités d'occupation allemandes – ainsi qu’en Alsace-Lorraine, qui appartenait à l’Empire allemand, on distribuait La Gazette des Ardennes. Et dans les camps de prisonniers de guerre allemands, où elle disposait de son propre personnel, on la lisait aussi. Elle n’en suscitait pas moins une grande méfiance parmi les prisonniers de guerre francophones. Certains exemplaires étaient largués par avion derrière les lignes ennemies, d'autres distribués à travers toute la Suisse.
La preuve de son succès est que la France a réagi à cet instrument de propagande allemand par des éditions contrefaites de La Gazette des Ardennes qu’elle larguait derrière la ligne de front[25]. Et de nombreux mémoires de guerre dus à des Français laissent entendre eux aussi que cet unique moyen d'information disponible en français dans le nord de la France occupé était de fait largement lu.

## La propagande dans le journal
Les rédacteurs essayaient de donner l’impression que dans leurs reportages ils restaient indépendants. C’est ainsi que la Gazette des Ardennes ne publiait pas seulement les rapports de l’armée allemande, mais aussi - comme c’était général dans la presse allemande – l’opinion de pays étrangers neutres, ainsi que les rapports de l’armée ennemie, y compris le rapport de l’armée française dans sa version originale. Les lecteurs avaient cependant eu du mal à comparer exactement, car le rapport de l’armée française était imprimé avec un retard de plusieurs jours. La Gazette des Ardennes citait constamment des exemples de censure dans la presse française, mais sans jamais mentionner le fait qu’on censurait aussi du côté allemand.
Le journal cherchait à susciter l’intérêt des lecteurs français par des reportages sur les régions. Alors qu’on montrait le caractère aimable de la province française, tous les traits négatifs de la France semblaient se concentrer à Paris. En règle générale, les collaborateurs français écrivaient sous des pseudonymes. Le journal publiait également sur des prisonniers de guerre de nombreux reportages qui auraient presque fait passer pour des vacances le séjour dans les camps allemands. Sur le plan du style, rien ne montrait que le journal avait été publié par des Allemands.
Les contributions présentaient l’Allemagne comme une puissance jeune et montante, mais essentiellement pacifique et qui ne demandait rien d’autre que sa « place au soleil » à laquelle elle avait droit. Contrairement à ce que prétendait la propagande alliée, les Allemands n’étaient pas des « barbares », mais ils avaient une mission culturelle à accomplir en Europe. La Grande-Bretagne était violemment attaquée et c’est elle qu’on présentait comme la principale responsable de la guerre. L’Allemagne aurait voulu libérer la France du joug britannique. Le fait pour l’Entente d’avoir utilisé dans la guerre des soldats issus des colonies (« des tribus sauvages contre la race blanche ») violait dans ses fondements la solidarité de la vieille Europe. Mais on portait une sympathie particulière à la lutte des Irlandais pour l’indépendance contre la puissance coloniale britannique.
Malgré cette guerre malheureuse, il n’aurait existé en Allemagne aucune haine contre le voisin. La place naturelle de la France, c’était aux côtés de l’Allemagne à laquelle la liait une amitié franco-allemande. Dans l’édition illustrée de la Gazette des Ardennes on représentait des soldats allemands qui venaient en aide à des civils français - des enfants en particulier [41]. L’Allemagne était présentée comme une nation cultivée et l’on insistait sur la religiosité et l’amour de la musique chez les soldats allemands : de nombreux rapports montraient les fêtes de Noël organisées en territoire occupé, en particulier à l’intention des enfants français. Les « véritables barbares », c’étaient les Anglais, ce qu’attestaient des documents photographiques montrant des destructions causées par l’artillerie anglaise.
L’historien Andreas Laska a analysé l’attitude du journal en prenant comme exemples divers événements. Le premier événement important auquel il a dû répondre est l’entrée en guerre de l’Italie le 23 mai 1915 aux côtés de l’Entente. Le 28 mai, la Gazette des Ardennes fit paraître le texte de la déclaration de guerre ; le lendemain, un important éditorial présentait de façon ironique l’entrée des Italiens dans le « camp des Cosaques, des Nègres et des bouchers indiens ». C’est seulement le 21 février 1916, avec un retard de cinq jours, que les lecteurs apprirent le début de la bataille de Verdun. Bien qu’ils eussent été informés ensuite du déroulement de la bataille grâce aux rapports de l’armée, le journal attendit la fin du mois de mai pour en donner une évaluation. En juillet, il est vrai, on signala le début de la bataille de la Somme, mais en niant son importance stratégique, tandis qu’on saluait la bataille de Verdun, où on louait l’énergie des troupes allemandes, comme une marche sur Paris. Ces deux batailles près des frontières suscitaient peu de commentaires, tandis que les événements en Roumanie étaient rapportés en détail. La prise de Bucarest fit l’objet de longs articles avec grands titres et cartes, alors qu’on ne mentionnait pas que sur le front occidental il n’y avait rien à célébrer du point de vue allemand.
Avant l’entrée en guerre des États-Unis la Gazette des Ardennes avait toujours parlé d’eux avec respect et avait toujours favorablement commenté les initiatives de paix du président Wilson. En avril 1917, après l’entrée en guerre des Américains, le ton changea brusquement. Au départ c’est seulement à la troisième page que les lecteurs furent informés de l’entrée en guerre proprement dite. On la comparait à l’entrée en guerre de l’Italie, qui n’avait offert aux Puissances centrales que l’occasion de nouvelles victoires. Le 8 juillet 1917, un commentateur assurait que c’était une illusion des Français de croire qu’une armée américaine serait un jour envoyée en Europe. Un autre commentaire assurait que ces soldats n’étaient que des miliciens indisciplinés dépourvus de connaissances militaires. Le début des offensives de printemps, le 21 mars 1918, ne fut pas mentionné pendant une semaine, et le rapport habituel de l’armée ne parut pas. Le 31 mars, un commentateur alla jusqu’à se réjouir que la guerre de tranchées, qui avait duré trois ans, se fût transformée en une guerre de mouvement de grande envergure. Au contraire les premières défaillances allemandes ne furent signalées que très tardivement et on continua à prétendre que les Anglais, les Français et les Portugais avaient subi défaite après défaite. On attendit avant de signaler la contre-offensive alliée du 18 juillet 1918, et ce fut en prétendant qu’elle n’avait pas pris l’armée allemande par surprise. Les reculs étaient présentées comme insignifiantes du point de vue stratégique. Jusqu’à la fin de la guerre, le journal affirmait que l’Allemagne était restée invaincue sur le terrain (légende du coup de poignard dans le dos).

## Suites juridiques
La Gazette des Ardennes fut un élément important dans la propagande allemande pendant la Première Guerre mondiale. L’Empereur regardait d’un bon œil les progrès du journal et se le faisait envoyer régulièrement. Après la guerre, la justice militaire française traduisit en justice plusieurs de ses collaborateurs. Elle prononça trois condamnations à mort (dont celle contre Emile-Georges Toqué qui fut exécuté) ainsi que plusieurs peines de prison. La Gazette des Ardennes joua un rôle déterminant, même si c’était de façon erronée, dans les procès contre le Bonnet rouge, un journal radical-socialiste, en 1917, contre le ministre de l’Intérieur français Malvy qui fut renversé et contre l’ancien premier ministre français Joseph Caillaux.